# Wymiana społeczna
Wymiana społeczna (social exchange) to w socjologii proces wymiany dóbr i usług pomiędzy co najmniej dwoma osobami, prowadzący do nawiązywania trwałych znajomości i ustanawiania zwierzchnictwa nad innymi.
Jest to proces zachodzący nie tylko w relacjach rynkowych, ale także w przyjaźni, w miłości i w innych relacjach społecznych. Sąsiedzi wymieniają między sobą przysługi, koledzy wymieniają wsparcie, znajomi – grzeczności, politycy – ustępstwa a gospodynie domowe – przepisy. Wymiana społeczna jest w społeczeństwie powszechna.
Wymiana społeczna była rozpowszechniona i miała spore znaczenie już w społeczeństwach pierwotnych. "Teoretycznie takie dary są dobrowolne, jednak w rzeczywistości są ofiarowywane i odwzajemniane pod przymusem" – pisze Marcel Mauss. "Ponadto, przedmiotem wymiany nie są jedynie dobra i bogactwa, nieruchomości i mienie osobiste czy przedmioty o wartości ekonomicznej. Wymianie podlegają raczej grzeczności, rozrywki, rytuały, wsparcie wojskowe, kobiety, dzieci, tańce i święta; oraz targi, w których rynek stanowi zaledwie jeden elementów, zaś krążenie majątku zaledwie jedną z części szerokich i trwałych kontaktów".
Jednostka, która świadczy innej jednostce usługi, zobowiązuje ją. By spłacić powstałe zobowiązanie, druga strona winna dostarczyć korzyści tej pierwszej. Jeśli obie jednostki cenią sobie to, co otrzymują od drugiej strony, będą skłonne świadczyć więcej usług, spłacając swe zobowiązania i zachęcając do dalszej wymiany.
Głównymi funkcjami wymiany społecznej są nawiązywanie więzów przyjaźni i ustanawianie zwierzchnictwa nad innymi. 
Na proces wymiany społecznej wpływa charakter rozwoju i status związku między partnerami wymiany, natura korzyści podlegających transakcjom, koszty poniesione dla ich dostarczenia, a także społeczny kontekst w jakim zachodzi wymiana. 
Znaczenie szczególne ma pierwsza propozycja wyświadczenia usługi; niesie ona bowiem ryzyko odrzucenia samej oferty jak i ryzyko odrzucenia podobnych ofert w przyszłości. Pierwsza wymiana społeczna wymaga poczynienia pewnych inwestycji ze strony proponującej, a zaufania – ze strony osoby przyjmującej.
Odwdzięczenie się drugiej strony nie może nastąpić zbyt szybko; Peter Blau przywołuje tu przykład prezentów bożonarodzeniowych, na które odwdzięczyć się można dopiero za rok, stwierdzając że "Więzi społeczne umacniane są zarówno przez pozostawianie zobowiązanym w stosunku do innych, jak i zaufanie, iż po pewnym czasie spłacą oni swe zobowiązania".